# Rolf Sparre Johansson
Rolf Sparre Johansson (født 30. august 1985) er en dansk digter, forlægger og underviser.  
Johansson debuterede i 2015 med digtsamlingen Søvn på forlaget Kronstork og har senest udgivet Lysets jord (digte) på forlaget Harpyie i 2021.  
I 2010 stiftede Johansson det aktivistiske forlag Organiseret vold begået imod den almindelige tale (OVBIDAT), som bl.a. har udgivet digterne Cecilie Lind, Glenn Christian og Gry Stokkendahl Dalgas. 
I 2017 var Johansson med til at stifte skriveskolen Skrivekreds i Nordvest. I 2021 stiftede Johansson selv skriveskolen Tologis-logis. 
I 2017 blev Johansson cand.mag. i litteraturvidenskab fra Københavns Universitet. 

## Bøger
- Søvn, forlaget Kronstork, 2015.
- Begravelse, forlaget Basilisk, 2016.
- Piedestal, forlaget Kronstork, 2018.
- Lysets jord, forlaget Harpyie, 2021.

## Eksterne links
- Rolf Sparre Johansson på Forfatterweb.dk
- Rolf Sparre Johanssons hjemmeside
- OVBIDAT
- Kronstork
- Basilisk
- Harpyie Arkiveret 5. august 2021 hos  Wayback Machine